# Chiara Iezzi
Chiara Iezzi (Milano, 27 febbraio 1973) è una cantautrice, musicista e attrice italiana.
Componente insieme alla sorella Paola Iezzi del duo femminile pop Paola & Chiara, attivo fino al 2013 e poi nuovamente dal 2023, parallelamente ha lanciato anche la sua attività come cantante solista e come attrice televisiva e cinematografica.

## Biografia
È la primogenita di Guido e Francesca Iezzi, lui assicuratore, lei casalinga.
Interessata alla musica e alla recitazione fin dall’adolescenza e appassionata anche di moda, si è diplomata come fashion designer mentre nel tempo libero frequentava una scuola di recitazione, seguendo diversi corsi mentre è ancora impegnata negli studi per conseguire il diploma di fashion designer.

### Gli esordi con Paola
Dopo gli esordi in un quartetto jazz e in un gruppo funk chiamato Elefunky, nel 1994 è stata ingaggiata, insieme alla sorella Paola, da Claudio Cecchetto per affiancare Max Pezzali nella nuova formazione degli 883 in qualità di corista, dopo che Mauro Repetto aveva lasciato il gruppo. Nel 1996 le due sorelle fondarono il duo musicale Paola & Chiara firmando un contratto discografico con la Sony Music Italia. Il duo ha esordito partecipando a Sanremo Giovani 1996 con il brano In viaggio, e l'anno dopo al Festival di Sanremo con la canzone Amici come prima, risultando vincitrici nella categoria Nuove Proposte.
Il duo ha poi inciso otto album in studio, di cui quattro destinati anche al mercato internazionale, tre raccolte, trentacinque singoli e numerose altre opere discografiche, vendendo più di cinque milioni di dischi sia in Italia che all'estero. Insieme alla sorella ha partecipato a quattro edizioni del Festival di Sanremo (1997, 1998, 2005, 2023) e a cinque del Festivalbar (1997, 2000, 2001, 2002, 2004).
Il singolo di maggior successo come componente del duo è Vamos a bailar (Esta vida nueva), uscito nel 2000 e tratto dall'album Television, con il quale il duo ha vinto Festivalbar e Un disco per l'estate, ottenendo un grande successo internazionale e tre dischi di platino in Italia.

### Carriera solista
Parallelamente all'attività discografica in duo, la cantante ha avviato nel corso degli anni duemila anche una attività autonoma, pubblicando nel 2007 il suo primo EP da solista intitolato Nothing at All. Il singolo omonimo raggiunse la seconda posizione della classifica italiana, e il video ufficiale, presentato in première esclusiva a TRL il 18 dicembre 2006, è stato diretto a Londra dal regista Maki Gherzi. Il brano ebbe un buon successo negli ambienti dance, venendo remixato anche da Alex Gaudino e Nicola Fasano. Il 2 aprile dello stesso anno ha condotto sul canale Music Box il programma A letto con Chiara, uno speciale sul Confessions Tour di Madonna, mentre nel maggio successivo è stata tra gli ospiti speciali dei TRL Awards che si sono tenuti a Milano.
Dopo alcuni anni di silenzio come solista, intervallati solo dalla pubblicazione di un EP intitolato Walking on the Moon, durante i quali ha proseguito l'attività in duo, l'11 dicembre 2013, poco dopo lo scioglimento del progetto discografico che la univa alla sorella, ha pubblicato il suo secondo EP intitolato L'universo, contenente quattro canzoni inedite di genere R&B e hip hop (In Bilico/ L'Universo/Sabbia e Nuvole/Cosa c'è), al cui progetto ha collaborato anche il rapper Daniele Cortese (in arte R.k.). Dall'EP sono stati tratti due singoli, il brano che ha dato il titolo all'EP, L'universo, del quale è stato realizzato anche il video ufficiale diretto dal regista Alessandro Riccardi, e il secondo Sabbia e nuvole.
Il 22 dicembre dello stesso anno ha pubblicato anche una rivisitazione in chiave soul del brano Hallelujah di Leonard Cohen.
Nonostante un iniziale annuncio di cessata attività musicale dato nel mese di aprile 2014 per dedicarsi alla recitazione, nel 2015 si è presentata come concorrente alla terza edizione di The Voice of Italy, venendo scelta per entrare a far parte della squadra di J-Ax e successivamente in quella di Roby e Francesco Facchinetti. L'esperienza è stata accompagnata dalla pubblicazione di un nuovo EP contenente diversi remix del suo brano da esordio come solista, Nothing at All.
Il 9 febbraio 2022 è stata ospite del programma Detto fatto, dove a sette anni di distanza ha interpretato in televisione il brano A modo mio in duetto con Bianca Guaccero. Sempre nello stesso anno, suscita clamore mediatico una esibizione dal vivo durante un dj set della sorella Paola, insieme alla quale riprenderà l'attività in coppia partecipando al Festival di Sanremo 2023 e incidendo un nuovo album discografico.

### Carriera come attrice
Negli anni duemiladieci ha ripreso l'attività come attrice interrotta agli esordi a causa della partenza dell'attività come cantante. Dopo aver partecipato ad alcuni videoclip musicali, infatti, all'età di 22 anni venne notata da un regista che le propose di prendere parte ad un casting per il cinema a Roma a cui dovette rinunciare in favore della carriera discografica. La cantante raccontò in seguito che anche nel 2007 ricevette una proposta per partecipare ad un casting per una fiction sulla vita di Patty Pravo, che dovette rifiutare per impegni discografici.

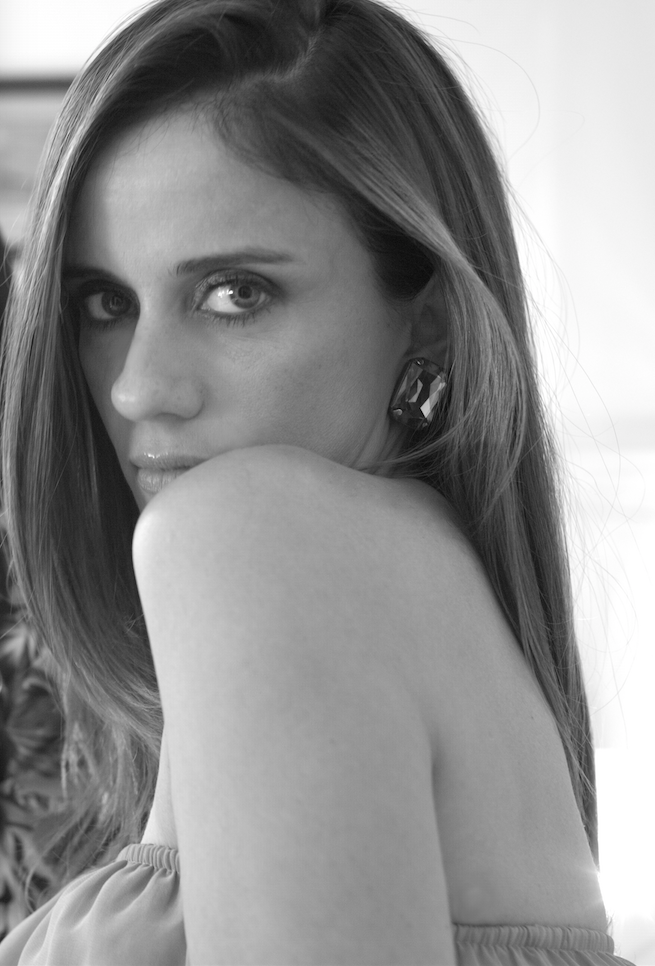
Chiara Iezzi nel 2013

Nel 2011 ha ripreso quindi a studiare recitazione partecipando a seminari internazionali a Los Angeles e New York come "Actor Studio", Dedalo Teatro - Milano, Accademia 09, Masterclass con Lola Cohen e Juan Fernandez, apprendendo diversi stili interpretativi tra i quali lo Stanislavskij, il Meisner, lo Strasberg, il De Fazio.
Un'importante opportunità di conciliare l'attività in ambito musicale e l'amore per il cinema arrivò nel 2010, quando ha collaborato alla colonna sonora del film Maledimiele diretto da Marco Pozzi, cantando il tema principale del film L'altra parte di me. Il film Maledimiele è presentato fuori concorso al Festival del cinema di Venezia e la canzone L'altra parte di me riceve il premio Roma Videoclip. Nel 2012 è stata protagonista al Teatro Franco Parenti di un monologo nell’ambito della rassegna "Christmas Park". Nel 2013 è comparsa in I corpi estranei, film drammatico di Mirko Locatelli con Filippo Timi. Ad aprile 2014 dichiarò ufficialmente di voler abbandonare la musica per dedicarsi alla recitazione, dichiarando di poter includere in futuro un aspetto musicale se legato al mondo del cinema e delle colonne sonore, o per eventuali ruoli biografici musicali. Da allora ha preso parte a diversi spettacoli teatrali, videoclip e a produzioni destinate al cinema, alla tv e al web.
A maggio 2014 è stata nel cast di Under - the series (2014), web serie di Ivan Silvestrini con Gianmarco Tognazzi e Giorgio Colangeli: a settembre l'ultimo dei dieci episodi fu presentato alla Mostra internazionale Cinematografica di Venezia, al Roma Fiction Fest e al Roma Web Fest.
Nel 2015 è entrata nel cast della seconda serie Alex & Co., nel ruolo della mamma di Linda, proprietaria della scuola: Victoria Williams. La serie prodotta da Disney Channel è stata distribuita anche su scala internazionale. Nel marzo dello stesso anno fu selezionata tra 800 attori professionisti provenienti da tutto il mondo dal regista e premio Oscar Paul Haggis per un seminario e uno showcase dal 10 al 14 marzo al Teatro Golden di Roma. L'evento è correlato all'iniziativa di beneficenza per Haiti "Artists for peace and justice".
Sempre a marzo 2015 è entrata nel cast del film Il ragazzo della Giudecca diretto da Alfonso Bergamo con Giancarlo Giannini e Franco Nero. A novembre 2015 è stata nel cast internazionale del film di Louis Nero The Broken Key a fianco di Rutger Hauer e William Baldwin.
A luglio 2016 è stata scelta da Prada per partecipare al mini film The Hour of the Wolf per la campagna eyewear Prada Journal III, uscita sul sito ufficiale della maison di moda. A dicembre dello stesso anno è stata madrina ufficiale dell'Asti Film festival.
Ha poi iniziato a lavorare anche come produttrice e regista: nel febbraio 2014 ha fondato la società Licantro Bros Film, con la quale ha realizzato il corto The Age of Wars, non ancora reso pubblico perché risulta attualmente in lavorazione per una versione più estesa.
È stata protagonista con Eliana Miglio nel cortometraggio Roller coaster diretto da Manuela Procaccia nel 2019, selezionato fra gli eventi collaterali di rilievo al Festival del Cinema di Venezia. Per il ruolo che interpreta nel cortometraggio ha ricevuto una menzione speciale come attrice al Florence Film Festival. Nel 2021 è stata nel cast di Unlockdown, teen series prodotta da DeAkids in onda su Sky nel ruolo di Katia. Sempre nel 2021 ha preso parte come ospite nella serie televisiva Rai L'ispettore Coliandro (stagione 8 "Il ritorno"), diretto dai Manetti Bros nel ruolo di procuratore anti mafia.
Tra il 2023 e il 2024 ha partecipato a due episodi della serie TV di successo Mare fuori. Tale interpretazione le ha fatto ottenere il Premio Filming Italy Creativity Award alla 81ª Mostra internazionale d'arte cinematografica di Venezia.

## Vita privata
Nel 2008 ha iniziato una conversione all'ebraismo a Gerusalemme.
Nel 2014 si è sposata in segreto a Cipro con Meir Cohen, divorziando qualche anno dopo.

## Filmografia

### Cinema
- I corpi estranei, regia di Mirko Locatelli (2013) - cameo
- Il ragazzo della Giudecca, regia di Alfonso Bergamo (2016)
- The Broken Key, regia di Louis Nero (2017)
- Sidus, regia di Stefania Rossella Grassi (2020)
- The Solemn Vow, regia di Eros D'Antona (2022)
- L'ultima sfida, regia di Antonio Silvestre (2025)

### Televisione
- Sensualità a corte, regia di Marcello Cesena – sketch comedy, episodio 4x01 (2008)
- I soliti idioti, regia di Enrico Lando – sitcom, episodio 2x04  (2010)
- Alex & Co. – serie TV, 18 episodi (2015)
- Unlockdown, regia di Gianluca Leuzzi – sitcom (2021)
- L'ispettore Coliandro – serie TV, episodio 8x04 (2021)
- Mare fuori – serie TV, episodi 3x10-4x06 (2023-2024)

### Cortometraggi
- The Age of Wars, regia di Chiara Iezzi (2014)
- The Hour of the Wolf, Prada Journal III, regia di Chiara Battistini (2016)
- Roller Coaster, regia di Manuela Jael Procaccia (2019)
- Sleep Well, regia di Mauro Grosso (2021)

### Web series
- Under - The Series, regia di Ivan Silvestrini (2014)

### Videoclip
- Gente di Laura Pausini (1993)
- Musica degli 883 (1995)
- Una canzone d'amore degli 883 (1995)
- La radio a 1000 Watt degli 883 (1995)
- Fattore S degli 883 (1995)
- Gli anni degli 883(1995)
- O me o (quei deficienti lì) degli 883 (1995)
- Non 6 Bob Dylan degli 883 (1995)
- Corre più di noi di Gianni Morandi (2005)
- C'era un ragazzo che come me di Gianni Morandi (2025)

## Programmi televisivi
- Buona Domenica (Canale 5, 1994) Corista
- So 90′s (MTV, 1998)
- Tribe Generation (Italia 1, 1999) Inviata
- A letto con Chiara (Music Box, 2007) Conduttrice
- I migliori anni (Rai 1, 2013) Concorrente
- The Voice of Italy (Rai 2, 2015) Concorrente
- Drag Race Italia 3 (Real Time, 2023) Giudice speciale in una puntata
- PrimaFestival (Rai 1, 2024) Conduttrice
- La volta buona (Rai 1, 2024-2025) Ospite ricorrente

## Discografia

### Da solista

#### EP
- 2007 – Nothing at All
- 2010 – Walking on the Moon
- 2013 – L'universo (con R.K.)
- 2015 – Nothing at All Remixed

#### Singoli
- 2006 – Nothing at All
- 2013 – L'universo (con R.K.)
- 2013 – Hallelujah
- 2014 – Sabbia e nuvole (con R.K.)

#### Collaborazioni
- 2010 – L'altra parte di me, colonna sonora del film Maledimiele

## Videografia
- 2006 – Nothing at All - regia di Maki Gherzi
- 2013 – L'universo (feat. R.K.) - regia di Alessandro Riccardi
- 2013 – Halleluja - regia di Massimiliano Pelucchi
- 2014 – Sabbia e nuvole (feat. R.K.) - regia di Alessandro Riccardi

## Opere
- In un solo grammo di cielo (SEM, 2019)
- Sisters. La nostra storia incredibile (Rizzoli, 2024)

## Riconoscimenti
- Festival del cinema di Venezia
  - 2024 – Premio Filming Italy Creativity Award per Mare fuori

- Hollywood Gold Awards
  - 2020 – Miglior attrice per Sleep Well

### Altri riconoscimenti
- - 2019 – Menzione speciale per Roaller Coaster al Florence Film Festival
  - 2024 – Premio Movie Icon Award
  - 2024 – Premio Ischia Film & Music Award
  - 2024 – Premio Virgo Award
  - 2024 – Premio Procida Film Festival alla carriera
  - 2024 – Premio Virna Lisi Award
  - 2025 – Premio Filming Italy Sardegna Creativity Award
  - 2025 – Premio speciale al Festival del Cinema Breve della Valle dell’Ofanto